# László Kovács (filmowiec)
László Kovács (ur. 14 maja 1933 w Cece, zm. 22 lipca 2007 w Beverly Hills) – węgiersko–amerykański operator filmowy, który wywarł wpływ na rozwój amerykańskiej nowej fali lat 70., współpracując z takimi reżyserami, jak Peter Bogdanovich, Richard Rush, Dennis Hopper, Norman Jewison i Martin Scorsese. 
Laureat nagrody specjalnej Amerykańskiego Stowarzyszenia Operatorów Filmowych 2002 za całokształt twórczości. W 1998 na festiwalu Camerimage w Toruniu odebrał nagrodę za całokształt twórczości.

## Życiorys
Urodził się w Cece na Węgrzech jako syn Julianny i Imre Kovácsów. W latach 1952–1956 studiował w Akademii Teatralnej i Filmowej w Budapeszcie. Podczas powstania węgierskiego w 1956 razem z Vilmosem Zsigmondem na bieżąco filmował rozgrywające się wydarzenia. Po zdławieniu rewolucji przez wojska radzieckie razem uciekli na Zachód, przewożąc taśmy z nakręconymi scenami. Kovács wyemigrował do Stanów Zjednoczonych i przez następne 10 lat pracował głównie jako technik w laboratoriach telewizyjnych.
Przełomowe w jego karierze okazały się filmy z końca lat 60. – Swobodny jeździec i Pięć łatwych utworów. Był autorem zdjęć do kilkudziesięciu filmów, w tym tak znanych jak Papierowy księżyc (1973), Szampon (1975), Pogromcy duchów (1984) czy Miss Agent (2000).
Zasiadał w jury konkursu głównego na 59. MFF w Wenecji (2002).

## Życie prywatne
22 lipca 2007 Kovács zmarł na raka trzustki w swoim domu w Beverly Hills w Kalifornii w wieku 74 lat. W chwili śmierci Kovács był od 23 lat żonaty ze swoją żoną Audrey. Miał dwie córki Juliannę i Nadię oraz wnuczkę Mię. 

## Filmografia
| Rok  | Tytuł                                                                       | Reżyser                 |
| ---- | --------------------------------------------------------------------------- | ----------------------- |
| 1964 | Pocałuj mnie szybko! (Kiss Me Quick!)                                       | Peter Perry             |
| 1965 | The Wonderful World of Girls                                                | Peter Perry             |
| 1966 | The Notorious Daughter of Fanny Hill                                        | Peter Perry             |
| 1966 | Single Room Furnished                                                       | Matt Cimber             |
| 1966 | A Smell of Honey, a Swallow of Brine!                                       | Byron Mabe              |
| 1967 | Aniołowie Piekieł (Hells Angels on Wheels)                                  | Richard Rush            |
| 1968 | A Man Called Dagger                                                         | Richard Rush            |
| 1968 | The Savage Seven                                                            | Richard Rush            |
| 1968 | Dzieci miłości (Psych-Out)                                                  | Richard Rush            |
| 1968 | Żywe tarcze (Targets)                                                       | Peter Bogdanovich       |
| 1968 | Lila (Mantis in Lace)                                                       | William Rotsler         |
| 1969 | Mark of the Gun                                                             | Wally i Walter Campos   |
| 1969 | Blood of Dracula’s Castle                                                   | Al Adamson, Jean Hewitt |
| 1969 | Swobodny jeździec (Easy Rider)                                              | Dennis Hopper           |
| 1969 | Ów chłodny dzień w parku (That Cold Day in the Park)                        | Robert Altman           |
| 1970 | Rozróba (The Rebel Rousers)                                                 | Martin B. Cohen         |
| 1970 | Pięć łatwych utworów (Five Easy Pieces)                                     | Bob Rafelson            |
| 1970 | Uciekający punkt (Getting Straight)                                         | Richard Rush            |
| 1970 | Alex w Krainie Czarów (Alex in Wonderland)                                  | Paul Mazursky           |
| 1971 | Małżeństwo młodego maklera giełdowego (The Marriage of a Young Stockbroker) | Lawrence Turman         |
| 1971 | Ostatni film (The Last Movie)                                               | Dennis Hopper           |
| 1972 | No i co, doktorku? (What’s Up, Doc?)                                        | Peter Bogdanovich       |
| 1972 | Król Marvin Gardens (The King of Marvin Gardens)                            | Bob Rafelson            |
| 1972 | A Reflection of Fear                                                        | William A. Fraker       |
| 1973 | Śliska sprawa (Slither)                                                     | Howard Zieff            |
| 1973 | Jego najlepszy numer (Steelyard Blues)                                      | Alan Myerson            |
| 1973 | Papierowy księżyc (Paper Moon)                                              | Peter Bogdanovich       |
| 1974 | Huckleberry Finn                                                            | J. Lee Thompson         |
| 1974 | Dla Dobra Pete’a (For Pete’s Sake)                                          | Peter Yates             |
| 1974 | Szaleni detektywi (Freebie and the Bean)                                    | Richard Rush            |
| 1975 | Szampon (Shampoo)                                                           | Hal Ashby               |
| 1975 | Ostatnia miłość (At Long Last Love)                                         | Peter Bogdanovich       |
| 1976 | Baby Blue Marine                                                            | John D. Hancock         |
| 1976 | Harry i Walter jadą do Nowego Jorku (Harry and Walter Go to New York)       | Mark Rydell             |
| 1976 | Nickelodeon                                                                 | Peter Bogdanovich       |
| 1977 | New York, New York                                                          | Martin Scorsese         |
| 1978 | F.I.S.T.                                                                    | Norman Jewison          |
| 1978 | Paradise Alley                                                              | Sylvester Stallone      |
| 1979 | Butch i Sundance – Lata młodości (Butch and Sundance: The Early Days)       | Richard Lester          |
| 1979 | Ludzka słabość (The Runner Stumbles)                                        | Stanley Kramer          |
| 1980 | Bicie serca (Heart Beat)                                                    | John Byrum              |
| 1980 | Inside Moves                                                                | Richard Donner          |
| 1981 | Legenda o samotnym jeźdźcu (The Legend of the Lone Ranger)                  | William A. Fraker       |
| 1982 | Frances                                                                     | Graeme Clifford         |
| 1982 | Zabawka (The Toy)                                                           | Richard Donner          |
| 1984 | Frances                                                                     | Graeme Clifford         |
| 1984 | Pogromcy duchów (Crackers)                                                  | Louis Malle             |
| 1985 | Maska (Mask)                                                                | Peter Bogdanovich       |
| 1986 | Orły Temidy (Legal Eagles)                                                  | Ivan Reitman            |
| 1988 | Mały Nikita (Little Nikita)                                                 | Richard Benjamin        |
| 1989 | Nic nie mów (Say Anything...)                                               | Cameron Crowe           |
| 1991 | Okruchy wspomnień (Shattered)                                               | Wolfgang Petersen       |
| 1992 | Marzyciele, czyli potęga wyobraźni (Radio Flyer)                            | Richard Donner          |
| 1992 | Rubin z Kairu (Ruby Cairo)                                                  | Graeme Clifford         |
| 1994 | Karate Kid IV: Mistrz i uczennica (The Next Karate Kid)                     | Christopher Cain        |
| 1994 | Selekcjoner (The Scout)                                                     | Michael Ritchie         |
| 1995 | Uwolnić orkę 2 (Free Willy 2: The Adventure Home)                           | Dwight H. Little        |
| 1995 | Psychopata (Copycat)                                                        | Jon Amiel               |
| 1996 | Mężowie i żona (Multiplicity)                                               | Harold Ramis            |
| 1997 | Mój chłopak się żeni (My Best Friend’s Wedding)                             | Paul Hogan              |
| 1998 | Jack Frost                                                                  | Troy Miller             |
| 2000 | Wróć do mnie (Return to Me)                                                 | Bonnie Hunt             |
| 2000 | Miss Agent (Miss Congeniality)                                              | Donald Petrie           |
| 2002 | Dwa tygodnie na miłość (Two Weeks Notice)                                   | Marc Lawrence           |